# Lithocarpus taitoensis
Lithocarpus taitoensis (Hayata) Hayata – gatunek roślin z rodziny bukowatych (Fagaceae Dumort.). Występuje naturalnie w Chinach (w prowincjach Anhui, Fujian, Guangdong, Kuejczou, Hubei, Hunan, Jiangsu, Jiangxi, Syczuan, Junnan i Zhejiang, a także w regionie autonomicznym Kuangsi) oraz na Tajwanie. 

## Morfologia
PokrójZimozielone drzewo dorastające do 20 m wysokości. Pień jest prosty. Kora ma brązowoczarną barwę i grubość 5–7 mm.  Ksylem zróżnicowany jest na twardziel (o czerwonobrązowej barwie) i biel.
LiścieBlaszka liściowa jest nieco skórzasta i ma kształt od owalnego do eliptycznego. Mierzy 6–12 cm długości oraz 2–5 cm szerokości, jest całobrzega, ma klinową nasadę i wierzchołek od ostrego do ogoniastego. Mają 7–10 par żyłek drugorzędnych. Ogonek liściowy jest nagi i ma 15–35 mm długości.
KwiatySą rozdzielnopłciowe. Kwiaty męskie są zebrane w wiechy o długości 4–6 cm, rozwijają się w kątach pędów. Kwiaty żeńskie są zebrane po 3 w kwiatostany o długości do 20 cm, słupek ma mniej niż 1 mm długości.
OwoceOrzechy o stożkowatym kształcie, dorastają do 12–18 mm długości i 10–15 mm średnicy. Osadzone są pojedynczo w miseczkach w formie talerza, które mierzą 10–15 mm średnicy. Orzechy otulone są w miseczkach do 10–20% ich długości.

## Biologia i ekologia
Rośnie w lasach mieszanych. Występuje na wysokości około 1500 m n.p.m. Kwitnie od maja do września, natomiast owoce dojrzewają w następnym roku od sierpnia do grudnia.